# 特里亚克-洛特赖
特里亚克-洛特赖（法語：Triac-Lautrait，法語發音：[tʁijak lotʁɛ]）是法国夏朗德省的一个市镇，属于干邑区。该市镇由特里亚克（Triac）和洛特赖（Lautrait）等村庄组成。

## 地理
特里亚克-洛特赖（45°41'23"N, 0°7'35"W）面积6.4 平方千米，位于法国新阿基坦大区夏朗德省，该省份为法国西部内陆省份，北起德塞夫勒省和维埃纳省，东临上维埃纳省，东南至多尔多涅省，南至多爾多涅省，西接滨海夏朗德省。
与特里亚克-洛特赖接壤的市镇（或旧市镇、城区）包括：巴萨克、富西尼亚克、雅纳克、梅里尼亚克、圣梅姆莱卡里耶尔、曼克斯-贡德维尔。

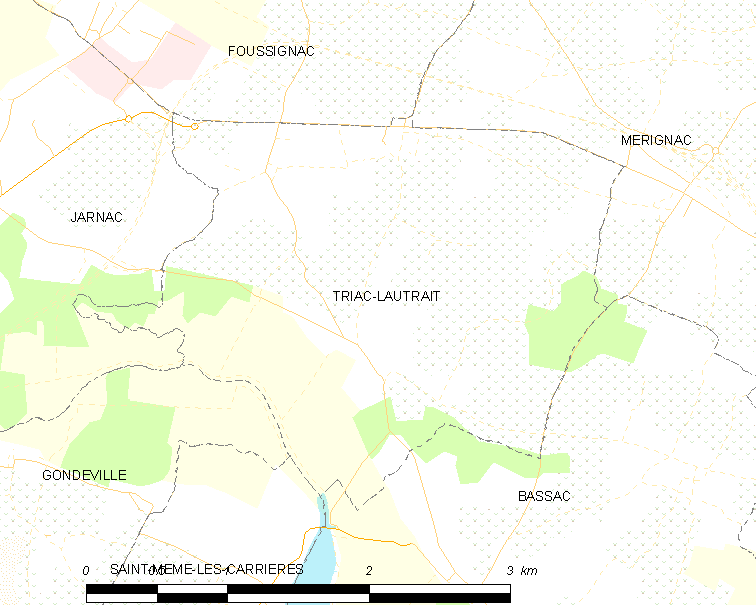
特里亚克-洛特赖的OSM定位图

特里亚克-洛特赖的时区为UTC+01:00、UTC+02:00（夏令时）。

## 行政
特里亚克-洛特赖的邮政编码为16200，INSEE市镇编码为16387。

## 政治
特里亚克-洛特赖所属的省级选区为雅纳克县。

## 人口

1962-2008年间特里亚克-洛特赖人口变化图示

特里亚克-洛特赖于2022年1月1日时的人口数量为462人。